# Serjania caracasana
Serjania caracasana là một loài thực vật có hoa trong họ Bồ hòn. Loài này được (Jacq.) Willd. miêu tả khoa học đầu tiên năm 1799.